# Danskernes Parti
Danskernes Parti var et dansk nationalistisk politisk parti, der blev dannet den 10. juni 2011 af Daniel Carlsen, tidligere fremtrædende medlem af DNSB. Partiet hentede blandt andet inspiration fra Svenskernes Parti og Nationaldemokratische Partei Deutschlands, der er nationalistiske partier, som forsøger at blive stemt ind i lokale byråd og parlamenter. Partiet var opstillet i flere kommuner og regioner ved kommunal- og regionsrådsvalget i 2013, men opnåede ikke repræsentation. I 2016 forsøgte partiet at indsamle vælgererklæringer med henblik på at blive opstillingsberettiget til folketingsvalg. Pr.  9. marts 2017[ref] havde partiet indsamlet 5 685 vælgererklæringer svarende til 28.3% af de fornødne 20 109. Den 24. juni 2017 meddelte partiet, at Daniel Carlsen stopper i politik, og at partiet som følge heraf nedlægges.

## Ideologi og politik
Danskernes Parti var tilhængere af etnopluralisme, dvs. at ethvert folk (etnos) har ret til sit eget nationale hjemland, hvor dets kultur og egenart kan udvikles. Partiet var derfor kritisk overfor indvandring og imod al indvandring fra ikke-vestlige lande. I partiets principprogram skrev de "fortsætter den nuværende befolkningsudvikling, vil det danske folk i løbet af dette århundrede blive en minoritet i eget land, hvilket vil blive enden på det Danmark, vi kender. Derfor ønsker vi en politisk nyordning, hvor det danske folks trivsel og fremtid har forrang i enhver samfundsmæssig beslutningstagen. Dette betyder ikke, at vi vil bringe Danmark tilbage til svundne tider, men tværtimod, at vi nu vil iværksætte en politik, der er nødvendig for vor nations fremtidige udvikling". For at genetablere Danmark som en etnisk homogen nationalstat ønskede DP at "hjemsende ikke-vestlige personer fra Danmark og stoppe den ikke-vestlige indvandring med det formål at bevare det danske folk.". Samtidigt mente partiet, at grænsekontrollen skulle genindføres for at opretholde dansk suverænitet.
Danskernes Parti mente, at der var brug for et øget element af direkte demokrati, for at folket kan bremse "skadelige beslutninger" taget af Folketinget. De gik derfor ind for flere folkeafstemninger. Om forsvaret mente partiet, at "vort forsvar skal reetableres som en dansk enhed, der udelukkende virker for danske interesser". Indenfor miljøpolitikken gik partiet blandt andet ind for økologi og bæredygtighed. Selv beskrev partiet sin miljøpolitik således: "Vi vil arbejde for bevarelsen af et sundt og bæredygtigt miljø, da det er fundamentalt for vor trivsel, sundhed og økonomi". Med hensyn til dyrevelfærd mente partiet, at alle dyr skal have "et værdigt liv". Desuden ønskede partiet, at Danmark skulle udtræde af EU, som de mente havde for stor indflydelse på danske forhold og undergraver dansk suverænitet.

## Historie

### Stiftelse
Danskernes Parti blev stiftet den 10. juni 2011 af Daniel Carlsen og andre medlemmer, der var brudt ud af det nynazistiske parti Danmarks Nationalsocialistiske Bevægelse (DNSB). Blandt udbryderne var flere landsledelsesmedlemmer. Bruddet kom kort efter, at DNSB havde skiftet formand fra Jonni Hansen til Esben Rohde Kristensen, om bruddet og den nye partidannelse udtalte Daniel Clausen "Under Esben Rohde Kristensen er det hele smuldret fuldstændigt, og så ønsker vi at træde ud af 30'ernes skygge. Vi vil modernisere DNSB, så man kan ikke sige, at det er et konkurrerende parti". Efter dannelsen af Danskernes Parti kaldte Daniel Carlsen selv gruppen for "moderne nationalister".
En måned efter stiftelsen juli 2011 udtalte Daniel Carlsen, at Danskerne Parti havde omkring 100 medlemmer.

#### Forbindelse til nazismen
DNSB, som Daniel Carlsen havde været medlem af, siden han var 16 år, har svært ved at se, at hans holdninger har ændret sig mærkbart. De opfatter bl.a. DPs logo, som om der "er et hagekors gemt bag ved":
"Programmet er stort set OK, men det bliver svært for Carlsen at forklare forskellen mellem ham og DNSB," skrev DNSB på deres hjemmesiden.
Professor i statskundskab Peter Nedergaard ved Københavns Universitet er enig. "Uanset hvad han kalder det, er det en nazistisk tankegang, at man skal reservere jobs til dem, der har »blodets bånd« og ikke til dem, der er bedst til at udføre dem".

### Kontrovers medDet Nationale Forskningscenter for Velfærd
Partiet fik i september 2013 massiv medieomtale efter SFI - Det Nationale Forskningscenter for Velfærd i en delrapport beskyldte partiet for at være anti-demokratisk.
Partileder Daniel Carlsen benægtede, at Danskernes Parti var anti-demokratisk. Han udtalte blandt andet til Jyllands Posten: "Vi er i høj grad demokrater, hvilket også fremgår af vores principprogram. Men det er rigtigt, at vi ikke er liberale demokrater, der betragter Danmark som hele verdens socialkontor. Vi er derimod nationale demokrater, der betragter Danmark som danskernes land".
Da SFIs endelige rapport udkom, var beskyldningerne mod Danskernes Parti dog trukket tilbage, da partiet slet ikke var medtaget i rapportens oversigt over ekstremistiske og anti-demokratiske grupperinger.

### Kommunal- og regionalvalg 2013
Danskernes Parti stillede ved kommunal og regionalvalget op i fem kommuner, og fire regioner og opnåede ingen mandater. Det bedste valg fik de i Fredericia med 167 stemmer svarende til 0,6% af stemmerne. I øvrigt stillede de op i København, Hjørring, Sønderborg og Aarhus kommuner samt Hovedstaden, Syddanmark, Midtjylland og Nordjylland regioner. I alt modtog Danskernes Parti 1240 stemmer ved kommunalvalget og 5589 stemmer ved regionalvalget. Valgresultatet sikrede partiet 120.000 kr i stemmepenge.

### Folkemødet 2015
Danskernes Parti deltog på Folkemødet på Bornholm i 2015. Til deres stand på Folkemødet havde Danskernes Parti inviteret EU-parlamentsmedlemmet Georgios Epitideios fra det græske nationalistiske parti Gyldent Daggry, der ofte betegnes som nynazistisk og Yvan Benedetti, tidligere formand for det forbudte franske parti L'Œuvre française. Invitationen gav genlyd i den danske presse. Såvel Politiken, Berlingske, DR, BT som Kristeligt Dagblad omtalte invitationen. Özlem Cekic, folketingsmedlem for SF udtalte blandt andet: "Jeg forstår ikke, at folkemødet på denne måde skal voldtages af ekstremister.". Bertel Haarder (V) ærgrede sig over, at mødet skal "belemres" med ekstremister. Özlem Cekic og Daniel Carlsen debatterede på Folkemødet.

### Pressemødet i Den Sorte Diamant
I august 2016 indkaldte partiet til pressemøde i Den Sorte Diamant for at præsentere "en nyhed, der vil ændre Danmark". I pressen spekuleredes i, at Danskernes Parti var blevet opstillingsberettiget til næste folketingsvalg. Dette var ikke tilfældet, men partiet offentliggjorde en meningsmåling fra Gallup, der viste, at 3.4% af de adspurgte ville stemme på Danskernes Parti, og yderligere 12.6% ville overveje at stemme på partiet. Undervejs i mødet forsøgte venstreradikale demonstranter at storme Den Sorte Diamant, men dette blev afværget af politiet.

## Nedlæggelse
Den 24. juni 2017 meddelte partiet, at Daniel Carlsen stopper i politik, og at partiet som følge heraf nedlægges. Medlemmerne blev kun orienteret gennem pressen; og der har ingen kommunikation været med medlemmerne, hverken før eller efter.[kilde mangler]